# Павловка (Джанкойский район)
Па́вловка (ранее Керлеу́т; укр. Павлівка, крымскотат. Kerlevüt, Керлевют) — село на территории полуострова Крыма, входит в состав Новокрымского сельского поселения (согласно административно-территориальному делению Украины — Новокрымского сельского совета Автономной Республики Крым).

## Население
| 2001 | 2014 |
| ---- | ---- |
| 446  | ↘354 |

Всеукраинская перепись 2001 года показала следующее распределение по носителям языка
| Язык             | Процент |
| ---------------- | ------- |
| русский          | 56.95   |
| крымскотатарский | 27.35   |
| украинский       | 15.47   |
| другие           | 0.22    |

### Динамика численности
| - 1805 год — 145 чел. - 1892 год — 195 чел. - 1900 год — 257 чел. - 1915 год — 370/40 чел. - 1926 год — 364 чел. | - 1989 год — 407 чел. - 2001 год — 446 чел. - 2009 год — 366 чел. - 2014 год — 354 чел. |

## Современное состояние
На 2017 год в Павловке числится 4 улицы; на 2009 год, по данным сельсовета, село занимало площадь 127 гектаров на которой, в 123 дворах, проживало 366 человек. В селе действуют библиотека, сельский клуб

## География
Павловка — село на западе района, в степном Крыму, высота центра села над уровнем моря — 29 м. Соседние сёла: Новокрымское в 2,5 км на север и Крымка в 3,5 км на юго-восток. Расстояние до райцентра — около 27 километров (по шоссе), ближайшая железнодорожная станция — Богемка (на линии Джанкой — Армянск) — примерно в 15 километрах. Транспортное сообщение осуществляется по региональным автодорогам 35Н-187 Целинное — Павловка (по украинской классификации — С-0-10463).

## История
Изначально степное поселение называлось Керлеут. Первое документальное упоминание села встречается в Камеральном Описании Крыма… 1784 года, судя по которому, в последний период Крымского ханства Керлеут бочала входил в Бочалатский кадылык Карасъбазарского каймаканства. После присоединения Крыма к России (8) 19 апреля 1783 года, (8) 19 февраля 1784 года, именным указом Екатерины II сенату, на территории бывшего Крымского Ханства была образована Таврическая область и деревня была приписана к Перекопскому уезду. После Павловских реформ, с 1796 по 1802 год, входила в Перекопский уезд Новороссийской губернии. По новому административному делению, после создания 8 (20) октября 1802 года Таврической губернии, Керлеут был включён в состав Бозгозской волости Перекопского уезда.
По Ведомости о всех селениях в Перекопском уезде состоящих с показанием в которой волости сколько числом дворов и душ… от 21 октября 1805 года, в деревне Керлеут числилось 21 двор, 135 крымских татар, 6 цыгана и 4 ясыров. На военно-топографической карте генерал-майора Мухина 1817 года деревня Керлеут обозначена с 22 дворами. После реформы волостного деления 1829 года Керлеут, согласно «Ведомости о казённых волостях Таврической губернии 1829 г» отнесли к Эльвигазанской волости. На карте 1836 года в деревне 11 дворов. Затем, видимо, вследствие эмиграции крымских татар в Турцию, деревня опустела и на карте 1842 года Керлеут обозначен условным знаком «малая деревня», то есть, менее 5 дворов.
В 1860-х годах, после земской реформы Александра II, деревню включили в состав Бурлак-Таминской волости. Согласно «Памятной книжке Таврической губернии за 1867 год», деревня была покинута жителями в 1860—1864 годах, в результате эмиграции крымских татар, особенно массовой после Крымской войны 1853—1856 годов, в Турцию и оставалась в развалинах.При этом, по обследованиям профессора А. Н. Козловского начала 1860-х годов, вода в колодцах деревни была пресная, а их глубина колебалась от 8 до 10 саженей (16—21 м) На трёхверстовой карте Шуберта 1865—1876 года в деревне Керлеут обозначено 4 двора.
Судя по доступным историческим документам, в конце 1880-х годов в опустевшую деревню заезжали переселенцы из России. Новое поселение назвали Павловкой и, согласно «…Памятной книжке Таврической губернии на 1892 год», в деревне Богемской волости, составлявшей Павловское сельское общество, уже было 195 жителей в 32 домохозяйствах. По «…Памятной книжке Таврической губернии на 1900 год» в Павловке числилось 256 жителей в 38 дворах. На 1914 год в селении действовала земская школа. По Статистическому справочнику Таврической губернии. Ч.II-я. Статистический очерк, выпуск пятый Перекопский уезд, 1915 год, в деревне Павловка Богемской волости Перекопского уезда числилось 58 дворов с русским населением в количестве 370 человек приписных жителей и 40 «посторонних».
После установления в Крыму Советской власти, по постановлению Крымревкома от 8 января 1921 года № 206 «Об изменении административных границ» была упразднена волостная система и в составе Джанкойского уезда был создан Джанкойский район. В 1922 году уезды преобразовали в округа. 11 октября 1923 года, согласно постановлению ВЦИК, в административное деление Крымской АССР были внесены изменения, в результате которых округа были ликвидированы, основной административной единицей стал Джанкойский район и село включили в его состав. Согласно Списку населённых пунктов Крымской АССР по Всесоюзной переписи 17 декабря 1926 года, в селе Павловка, центре Павловского сельсовета Джанкойского района, числилось 74 двора, из них 67 крестьянских, население составляло 364 человека, все русские, действовала русская школа. В 1929 году в селе создан колхоз Путь Ленина.
Во время Великой Отечественной войны, в октябре 1941 года, после фашистов на Перекопе, в районе Павловки бойцы 354 стрелкового и гаубичного полков 106-й стрелковой дивизии 9-го стрелкового корпуса трое суток сдерживали противника, не давая ему возможности отрезать наши части у Сиваша и на Чонгаре. В тех боях погибло около 250 оставшихся безымянными воинов, похороненных здесь же в братской могиле. В апреле 1944 года, при освобождении Крыма, в районе Павловки погибли и были захоронены воины 1369 стрелкового полка 417 дивизии, 6-й гвардейской танковой бригады, 32-й отдельной танковой бригады, 22-го отдельного танкового полка и других частей. 8 мая 1975 года было произведено перезахоронение останков воинов в братскую могилу в село Новокрымское.
```
В 1944 году, после 
освобождения Крыма
 от фашистов, 12 августа 1944 года было принято постановление № ГОКО-6372с «О переселении колхозников в районы Крыма»
[
47
]
 и в сентябре 1944 года в район приехали первые новоселы (27 семей) из 
Каменец-Подольской
 и 
Киевской областей
, а в начале 1950-х годов последовала вторая волна переселенцев из различных областей Украины
[
48
]
. С 25 июня 1946 года Павловка в составе Крымской области РСФСР
[
49
]
, а 26 апреля 1954 года Крымская область была 
передана
 из состава 
РСФСР
 в состав 
УССР
[
50
]
. Время упразднения сельсовета и включения в Новокрымский пока не установлено: на 15 июня 1960 года село уже числилось в его составе
[
51
]
. В 1964 году местный колхоз стал отделением колхоза «Путь Ленина»
[
18
]
. По данным 
переписи 1989 года
 в селе проживало 407 человек
[
16
]
. С 12 февраля 1991 года село в восстановленной 
Крымской АССР
[
52
]
, 26 февраля 1992 года переименованной в Автономную Республику Крым
[
53
]
.
```